# Religulous
Religulous er titlen på en dokumentarfilm/komedie af og med den amerikanske komiker Bill Maher. Den er instrueret af Larry Charles, som også instruerede filmen Borat: Cultural Learnings of America for Make Benefit Glorious Nation of Kazakhstan
Titlen er en portmanteau af de engelske ord religion og ridiculous og antyder således, at der er tale om en film, hvor organiseret religion og religiøs tro bliver taget under satirisk behandling.
Filmen fik premiere i USA i oktober 2008.